# North Texas Mean Green
I North Texas Mean Green sono la società sportiva dell'University of North Texas con sede a Denton, capoluogo della contea di Denton nello stato del Texas, Stati Uniti d'America. Si tratta di una squadra universitaria di notevole importanza al pari degli SMU Mustangs, gli Houston Cougars, i Rice Owls, gli UTEP Miners e il TCU Horned Frogs.
I colori delle squadre sono verde-bianco

## Mascotte
La mascotte si chiama Scrappy ed è un'aquila.

## Sport praticati

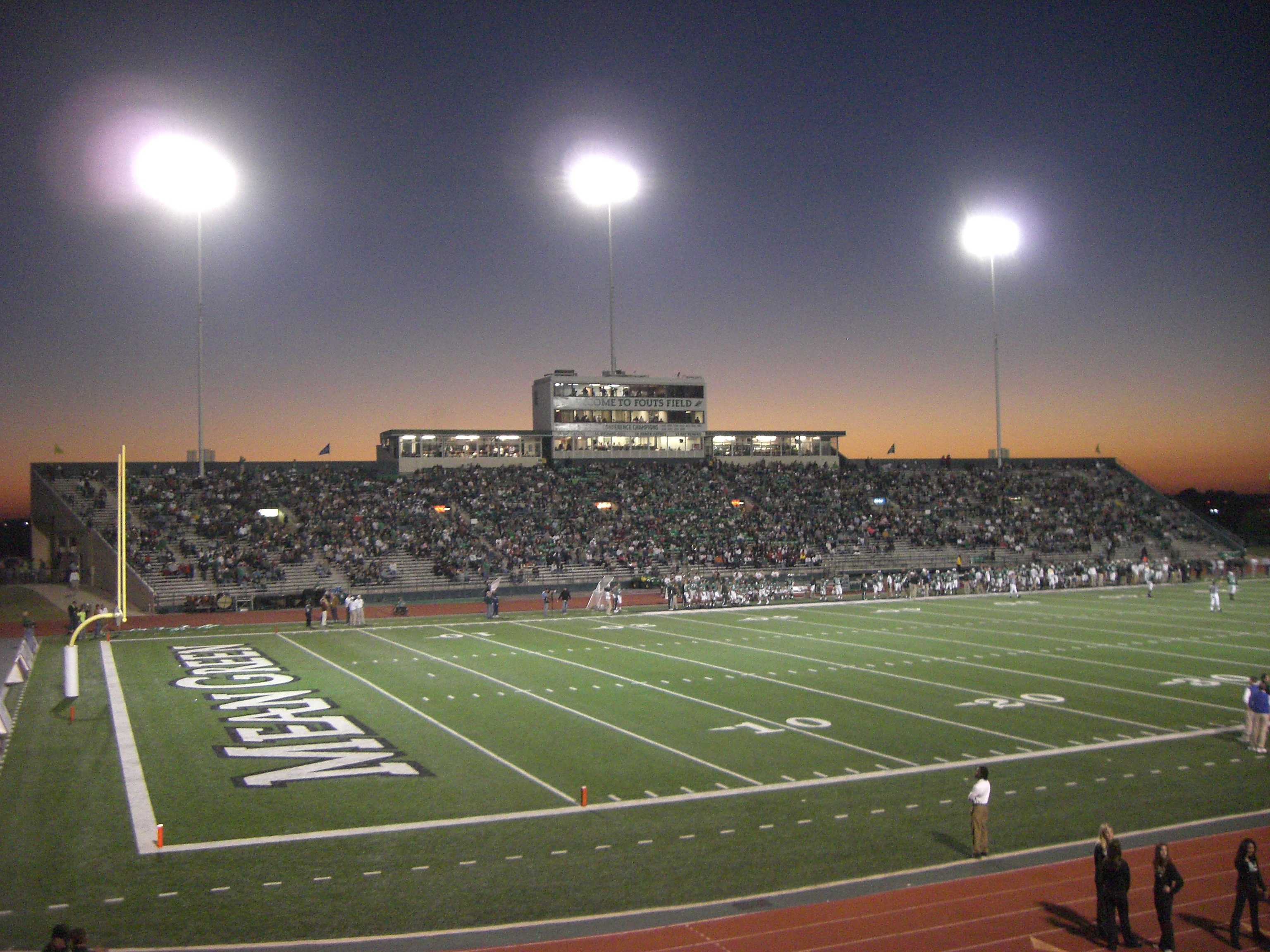
Fouts Field durante la notte

- Baseball: la prima squadra schierata dalla società fu nel 1896;
- Basket:
- Football americano, la sezione maschile iniziò il suo percorso sportivo nel 1913, fra i vari giocatori che hanno militato si ricordano Charles Edward Greene (“Mean Joe” Greene), Abner Haynes, Patrick Cobbs, Cody Spencer, Ray Renfro e "Stone Cold" Steve Austin.
- Golf, dove hanno vinto 4 volte di seguito il campionato nazionale, dal 1949 al 1952